# 松前郡
- 令制国一覧 > 北海道 (令制) > 渡島国 > 松前郡
- 日本 > 北海道 > 渡島総合振興局 > 松前郡

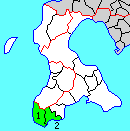
北海道松前郡の位置（1.松前町 2.福島町）

松前郡（まつまえぐん）は、北海道（渡島国）渡島総合振興局の郡。
人口9,145人、面積480.5km²、人口密度19人/km²。（2025年2月28日、住民基本台帳人口）
以下の2町を含む。
- 松前町（まつまえちょう）
- 福島町（ふくしまちょう）

## 郡域
1881年（明治14年）に行政区画として発足して以来、郡域は上記2町のまま変更されていない。

## 歴史

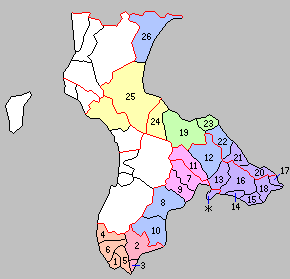
北海道一・二級町村制施行時の松前郡の町村（1.福山町 2.福島村 3.吉岡村 4.大島村 5.大沢村 6.小島村 赤：福島町 橙：松前町）

- 1881年（明治14年）7月27日 - 津軽郡および福島郡の一部（知内村・小谷石村を除く）の区域をもって松前郡が発足。開拓使松前郡役所が管轄。
- 1882年（明治15年）2月8日 - 廃使置県により函館県の管轄となる。
- 1886年（明治19年）
  - 1月26日 - 廃県置庁により北海道庁函館支庁の管轄となる。
  - 12月 - 函館支庁が廃止。
- 1897年（明治30年）11月5日 - 郡役所が廃止され、松前支庁の管轄となる。
- 1900年（明治33年）7月1日 - 北海道一級町村制の施行により、以下の町村が発足。（1町1村）
  - 福山町（一級町） ← 松前34町[1]（現・松前町）
  - 福島村（一級村） ← 白符村、福島村（現・福島町）
- 1903年（明治36年）12月22日 - 松前支庁が廃止され、函館支庁の管轄となる。
- 1906年（明治39年）4月1日 - 北海道二級町村制の施行により、礼髭村、吉岡村、宮歌村の区域をもって吉岡村（二級村）が発足。（1町2村）
- 1915年（大正04年）4月1日 - 北海道二級町村制の施行により、江良町村、原口村、清部村の区域をもって大島村（二級村）が発足。（1町3村）
- 1923年（大正12年）4月1日 - 北海道二級町村制の施行により、以下の町村が発足。（1町5村）
  - 大沢村（二級村） ← 大沢村、上及部村、荒谷村、炭焼沢村（現・松前町）
  - 小島村（二級村） ← 根部田村、赤神村、札前村、茂草村、雨垂石村（現・松前町）
- 1940年（昭和15年）7月1日 - 福山町が改称して松前町となる。
- 1943年（昭和18年）6月1日 - 北海道一・二級町村制が廃止され、北海道で町村制を施行。二級町村は指定町村となる。
- 1944年（昭和19年）2月11日 - 福島村が町制を施行して福島町となる。（2町4村）
- 1946年（昭和21年）10月5日 - 指定町村を廃止。
- 1947年（昭和22年）5月3日 - 地方自治法の施行により北海道渡島支庁の管轄となる。
- 1954年（昭和29年）7月1日 - 松前町・大島村・大沢村・小島村が合併し、改めて松前町が発足。（2町1村）
- 1955年（昭和30年）1月1日 - 福島町・吉岡村が合併し、改めて福島町が発足。（2町）
- 2010年（平成22年）4月1日 - 渡島支庁が廃止され、渡島総合振興局の管轄となる。